# Права ЛГБТ+ особа у Ватикану
Права ЛГБТ+ особа су регулисана правним кодексом о хомосексуалности у Ватикану. Овај кодекс је заснован на италијанском кривичном законику из 1929. године, времену оснивања Ватикана као суверене државе. Од 1929. до 2008. Ватикан је аутоматски усвојио већину италијанских закона. Међутим, крајем 2008. године објављено је да Ватикан више неће аутоматски усвајати нове италијанске законе.

## Кривични закон
У Ватикану не постоји кривични закони против сексуалне активности између две особе истог пола. Од 2013. године, у сексуалне односе слободну могу да ступају особе са навршених 18 година, односно са 14 година уколико су венчане.
Катекизам Католичке цркве из 1992. године који представља садашњу католичку доктрину каже да хомосексуалци не могу бити неправедно дискриминисани. 18. децембра 2008. године Света Столица подржала је декриминализацију истополних сексуалних активности, упркос томе што је изразила противљење формулацији "Декларације о људским правима, сексуалној оријентацији и родном идентитету" представљеној истог дана у Генералној скупштини УН.
Стране дипломате, да би били акредитовани, не смеју бити део истополне породице и не смеју се разводити. Године 2008. Жан Луп Кун Делфорг, који је отворени геј дипломата и који је у грађанској заједници са својим партнером, је одбијен од римокатоличких званичника да буде француски амбасадор при Светој столици. Године 2015, Лорен Стефанини, геј дипломата, такође је одбијен да буде француски амбасадор при Светој столици, иако је био самац.